# چاه ناصر ملک‌زاده
چاه ناصر ملک‌زاده یک منطقهٔ مسکونی در ایران است که در دهستان بهادران واقع شده‌است.